# Dimitar Kostov
Dimitar Ivanov Kostov (bulgare : Димитьр Иванов Костов), né le 26 juillet 1936 en Bulgarie, est un joueur de football international bulgare qui évoluait au poste de défenseur.

## Biographie

### Carrière en sélection
Avec l'équipe de Bulgarie, il joue six matchs (pour aucun but inscrit) entre 1959 et 1962. 
Il joue son premier match en équipe nationale le 13 mai 1959 contre les Pays-Bas et son dernier le 30 septembre 1962 contre la Pologne.
Il figure dans le groupe des sélectionnés lors de la Coupe du monde de 1962. Lors du mondial organisé au Chili, il joue trois matchs : contre l'Argentine, la Hongrie et enfin l'Angleterre.